# Vahram Tatoul
Vahram Tatoul (en arménien Վահրամ Թաթուլ), de son vrai nom Vahram Karakachian (en arménien Վահրամ Գարագաշեան), né le 2 avril 1887 à Constantinople et mort le 11 août 1943 à Paris, est un écrivain et poète arménien.

## Biographie
Vahram Tatoul naît Vahram Karakachian le 2 avril 1887 à Constantinople.
En 1906, il publie dans Luys (Lumière) le journal arménien d'Aram Andonian.
En 1908, avec Zabel Essayan, Kégham Parseghian et Chavarche Missakian, notamment, il fonde, après le rétablissement de la constitution ottomane à la suite de la révolution des Jeunes-Turcs, l’hebdomadaire littéraire stambouliote Aztag.
Comme un grand nombre de ses compatriotes arméniens, il s'installe en France dans les années 1920,.
Au milieu des années 1930, il collabore à la revue littéraire Mechagouyt, fondée en juin 1935 par les poètes et écrivains franco-arméniens Kégham Atmadjian et Bedros Zaroyan.
Krikor Beledian décrit ainsi son style : « Son esthétique éclectique, symbiose d'éléments parnassiens et symbolistes, dépourvue de drame et de passion, n'a guère connu d'évolution en France. L'exil ne semble pas avoir eu d'effet sur une œuvre qui ignore toute rupture. Célèbre pour sa manie de la précision, Tatoul est resté un artisan du sonnet ».
Il meurt le 11 août 1943 à Paris. Il est enterré au cimetière parisien de Bagneux aux côtés de sa femme Iskouhi (1892-1960).

## Œuvre[6],[7]
- Vieilles et nouvelles tombes, Paris, 1940
- (hy) Հին ու նոր տաղեր, 1907-1940 [« Poèmes anciens et nouveaux, 1907-1940 »]  (préf. Archag Tchobanian), Paris, Impr. Araxes,‎ 1941, 128 p. (BNF 41375183)
- (hy) Ամենայն զգուշութեամբ… [« En toute prudence… »], Paris, Impr. Des Artisans,‎ 1941, 112 p. (BNF 41179942)
- (hy) Աբու լալա մահարի [« Apou Lala Mahari »], Paris, Impr. H. Djarian,‎ 1948, 112 p. (BNF 42018610), inspirée du poème d'A. Issahakian[3]
- Le même titre (pièce de théâtre)  (ill. Melkon Kebabdjian), Paris, 1949, 112 p.

Certains de ses poèmes sont traduits en français et mis en musique :
- 2 lieds arméniens (pour une voix avec accompagnement de piano), I. Donne à boire… et II. Buvons !, poésies traduites en français par Édouard Colangyian, arrangement musical par Edgar Manas, Paris, J. Hamelle éditeur, 1923, 12 p. [lire en ligne] (BNF 43129146)